# Glödnitz (Gemeinde Glödnitz)
Glödnitz ist eine Ortschaft und Hauptort der Gemeinde Glödnitz im Bezirk Sankt Veit an der Glan in Kärnten. Die Ortschaft hat 328 Einwohner (Stand 1. Jänner 2024).

## Lage
Glödnitz liegt in der Katastralgemeinde Glödnitz, im Glödnitztal, knapp 3 km nördlich der Gurktal Straße. Der Ort ist durch L63 Flattnitzer Straße erschlossen und liegt etwa auf halbem Weg zwischen dem Talboden des Gurktals und dem bei Weißberg beginnenden Anstieg der L63 aus dem Glödnitztal hinauf zur Flattnitz.
In der Ortschaft gibt es folgende Vulgonamen:
- Amthof: Amthofer (Nr. 1)
- Gendarmeriestraße: Gablerkeusche (Nr. 1)
- Hauptstraße: Pirkerkeusche (Nr. 14), Leitgebkeusche (Nr. 20)
- Hemmastraße: Wicherlkeusche (Nr. 7)
- Mühlenweg: Eberhardkeusche (Nr. 1), Möserhäusl (Nr. 2)
- Schulstraße: Rauneggerschmiede (Nr. 1), Raderkeusche (Nr. 4), Puffkeusche (Nr. 6), Bruckenkeusche (Nr. 7)
- Schillingweg: Neubauerkeusche (Nr. 2)
- Trattenweg: Trattenkeusche (Nr. 5), Steringerkeusche (Nr. 7)
- 8.-Dezember-Straße: Kirchenschusterkeusche (Nr. 1)

## Geschichte
Bei Gründung der Ortsgemeinden Mitte des 19. Jahrhunderts wurde Glödnitz zum Hauptort der Gemeinde Glödnitz. Bei der Kärntner Gemeindestrukturreform von 1973 kam der der Ort an die damals neu errichtete Gemeinde Weitensfeld-Flattnitz, seit deren Auflösung 1991 gehört die Ortschaft wieder zur Gemeinde Glödnitz.

## Bevölkerungsentwicklung
Für die Ortschaft ermittelte man folgende Einwohnerzahlen:
- 1869: 19 Häuser, 179 Einwohner[2]
- 1880: 20 Häuser, 162 Einwohner[3]
- 1890: 20 Häuser, 174 Einwohner[4]
- 1900: 21 Häuser, 196 Einwohner[5]
- 1910: 32 Häuser, 219 Einwohner[6]
- 1923: 31 Häuser, 231 Einwohner[7]
- 1934: 242 Einwohner[8]
- 1951: 51 Häuser, 323 Einwohner
- 1961: 76 Häuser, 439 Einwohner[9]
- 1971: 90 Häuser, 462 Einwohner
- 2001: 130 Gebäude (davon 109 mit Hauptwohnsitz) mit 168 Wohnungen; 421 Einwohner und 18 Nebenwohnsitzfälle; 160 Haushalte; 21 Arbeitsstätten, 16 land- und forstwirtschaftliche Betriebe[10]
- 2011: 140 Gebäude, 358 Einwohner, 153 Haushalte, 20 Arbeitsstätten[11]
- 2021: 150 Gebäude, 334 Einwohner, 151 Haushalte, 33 Arbeitsstätten[12]